# Óli Johannesen
Óli Johannesen (Tvøroyri, 6 de maio de 1972) é um ex-futebolista feroês que atuava como zagueiro.

## Carreira
Johannesen jogou a maior parte da carreira no TB Tvøroyri, tendo atuado ainda na Dinamarca, representando o Aarhus e o Hvidovre.

## Seleção
Pela Seleção das Ilhas Faroe, estreou em 1992, contra Israel.
Em 15 anos de carreira internacional, Johannesen realizou 83 partidas no total, que faz dele o segundo atleta com mais jogos disputados pela seleção. Seu único gol pela Landsliðið foi marcado sobre a Estônia, num amistoso disputado em 1996.